# Åsåker (przystanek kolejowy)
Åsåker – kolejowy przystanek osobowy w Åsåker, w regionie Buskerud w Norwegii, jest oddalony od Oslo Sentralstasjon o 36,07 km. 

## Ruch pasażerski
Należy do linii Spikkestadlinjen. Jest elementem - kolei aglomeracyjnej w Oslo - w systemie SKM ma numer 550. Obsługuje lokalny ruch między Spikkestad, Oslo i Moss. Pociągi odjeżdżają co pół godziny w szczycie i co godzinę poza szczytem. 

## Obsługa pasażerów
Wiata, przystanek autobusowy. Odprawa podróżnych odbywa się w pociągu.